# NGC 2848
NGC 2848 је спирална галаксија у сазвежђу Хидра која се налази на NGC листи објеката дубоког неба.
Деклинација објекта је - 16° 31' 32" а ректасцензија 9h 20m 9,8s. Привидна величина (магнитуда) објекта NGC 2848 износи 11,8 а фотографска магнитуда 12,5. Налази се на удаљености од 27,7000 милиона парсека од Сунца. NGC 2848 је још познат и под ознакама MCG -3-24-7, UGCA 160, IRAS 09178-1618, PGC 26404.